# Montagna di Roseto

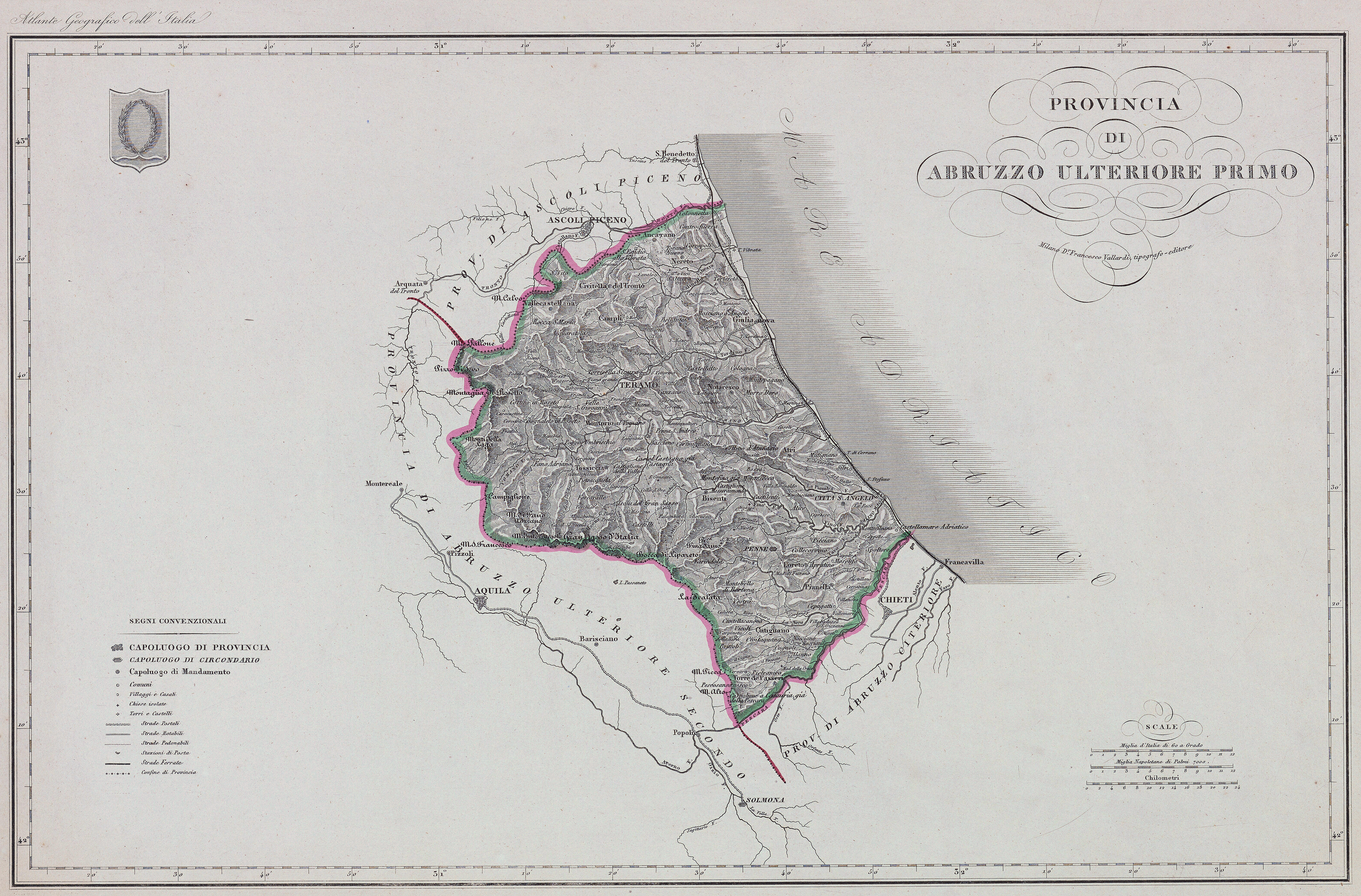
Abruzzo Ulteriore I° - 1860 ca

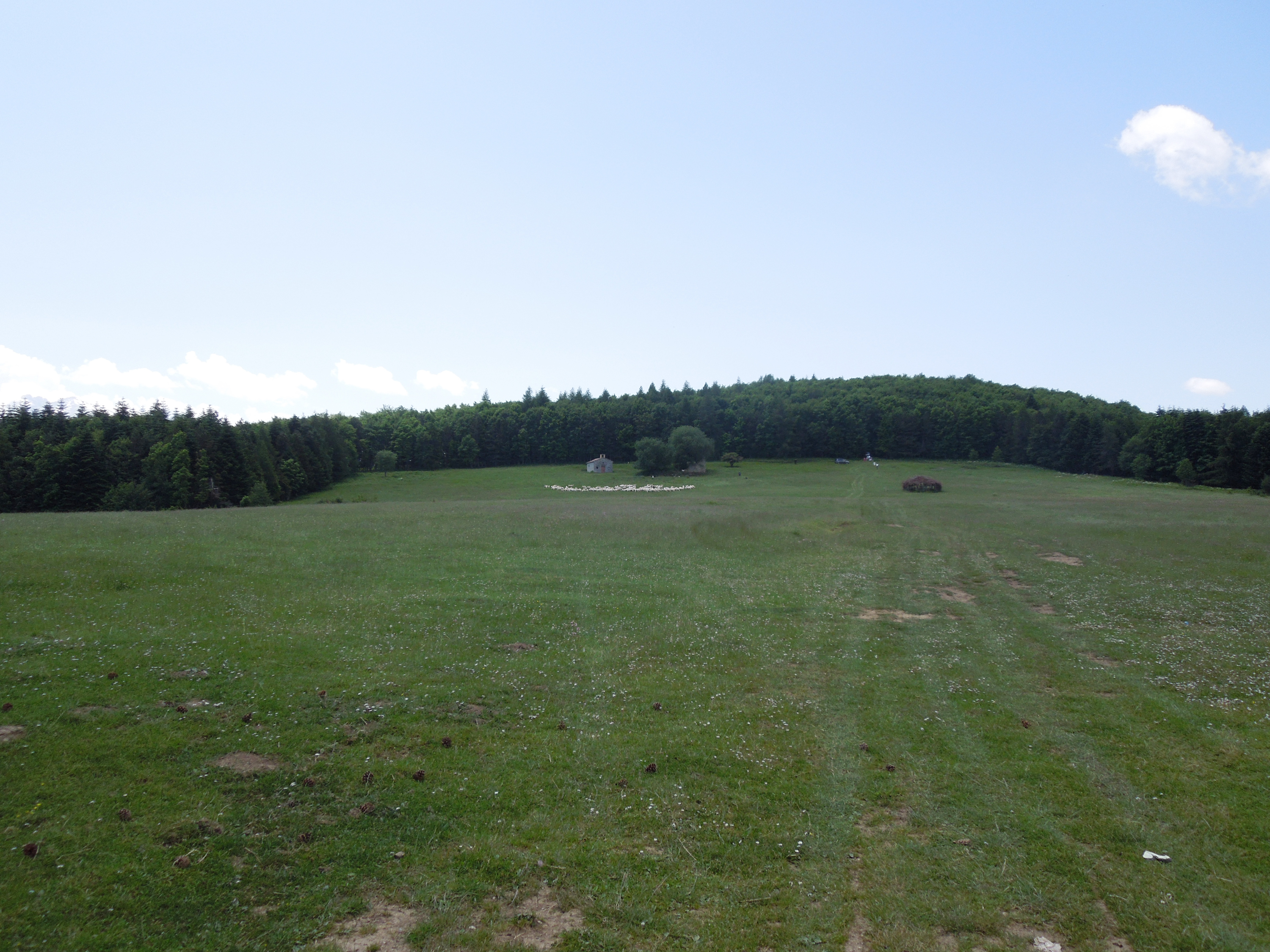
Piano Roseto, caposaldo del tratturo Frisa - Rocca Roseto. In lontananza i resti della taverna

Roseto o la Montagna di Roseto (lat. Mons o Montanea Roseti) è stata un'antica unità amministrativa dell’Abruzzo Ulteriore Primo, oggi individuata in parte dai territori dei comuni di Cortino e Crognaleto. 

Il nome come comunemente accadeva per i comuni abruzzesi, non identificava una località, ma tutto il territorio che era interamente montagnoso e confinava a nord con il Tordino e lo stato vescovile di Rocca Santa Maria, a sud con il Vomano e con la Valle Siciliana, ad ovest con il contado aquilano per mezzo dei castelli di Charino e Rocca delle Vene, con il massiccio della Laga e con lo stato di Amatrice e ad est con le università di Teramo, Montorio al Vomano e la signoria di Poggio Umbricchio e Senarica. 

Al momento della sua cessazione agli inizi del XIX secolo, era composta dalle località o ville di: Cervaro, San Giorgio, Crognaleto, Cesacastina, Aiello, Figliola, Alvi, Fràttoli, Macchia Vomano, Nerito, Piano (di Roseto) poi Piano Vomano, Tottea, Valle Vaccaro, Cortino, Pagliaroli, Agnova, Altovia, Caiano, Casagreca, Comignano, Elce, Lame, Macchiatornella, Padula, Pezzelle, Piano Fiumata, Servillo, Vernesca, poste a un'altitudine media di oltre 950 m s.l.m.. Altri piccoli abitati come Zingano, Morelli, Castroni, Magninano, Prataglia, risultavano già disabitati nel XVII secolo.

## Storia

### Preistoria ed età classica

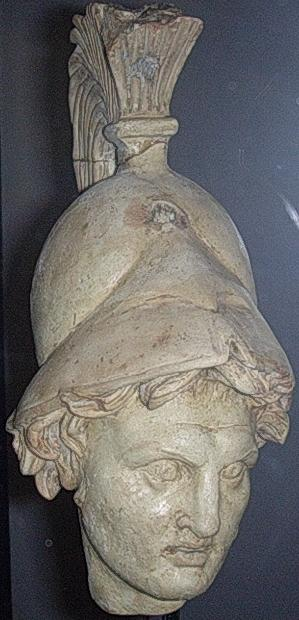
Testa elmata di guerriero combattente attribuito alla dea Athena, rinvenuta nel tempio di Pagliaroli

Attraversata sin dall'antichità da percorsi che valicavano i passi delle catene montuose dell'Appennino centrale colleganti la conca aquilana e l'alta valle del Vomano, popolate dai sabini montani dediti sin dall'antichità alla transumanza, quali la via Caecilia, della quale rimane il cippo miliario conservato nella chiesa di Poggio Umricchio; lungo di esse e le loro diramazioni come quella della Via detta del Batino o nei loro pressi, sorsero manufatti come i resti murari dell'edificio templare di Colle del Vento di origine safina e in tempi più tardi il tempio di Giove o di Minerva a Pagliaroli.

### Medioevo ed età moderna

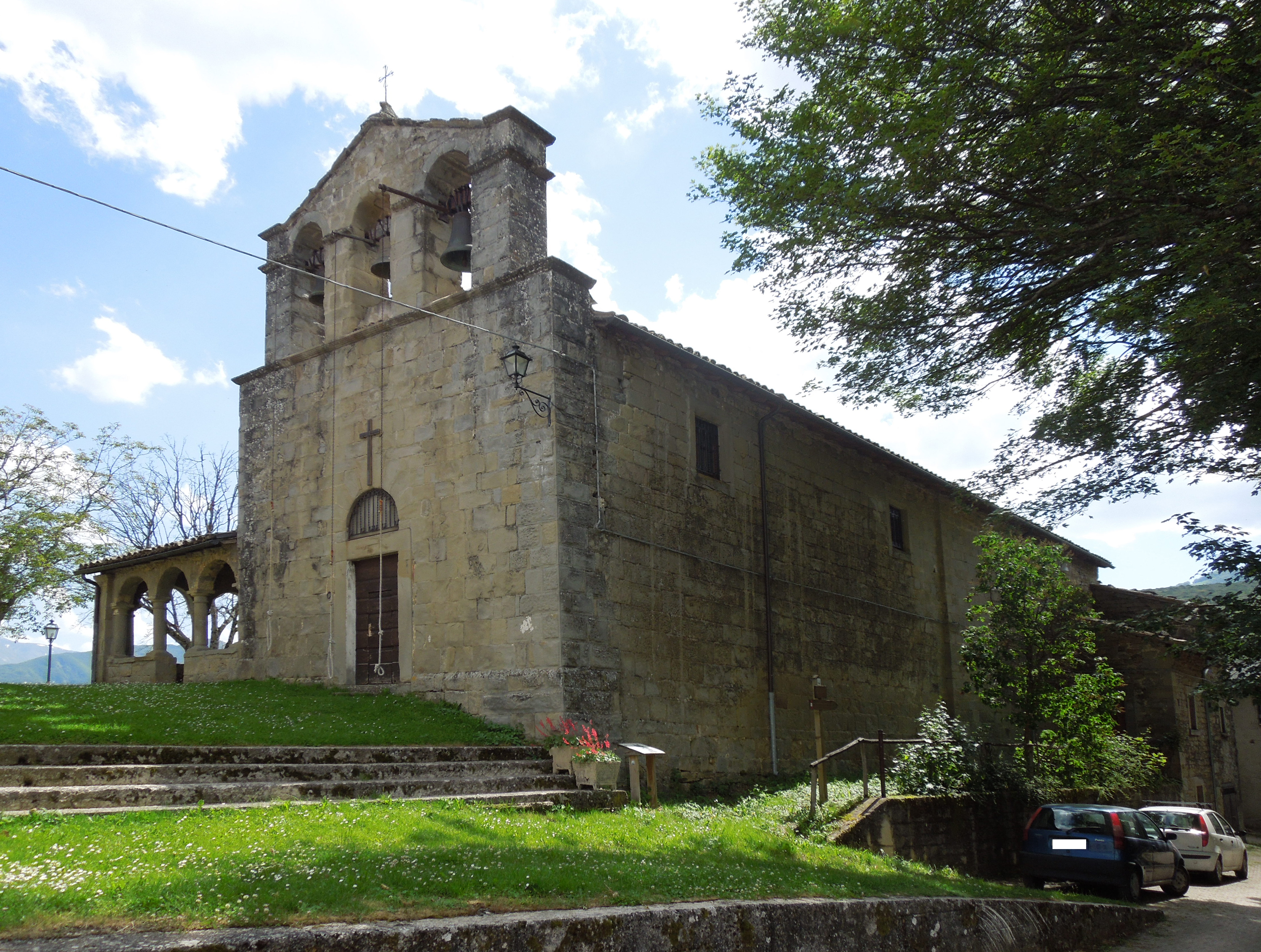
Chiesa di Frattoli

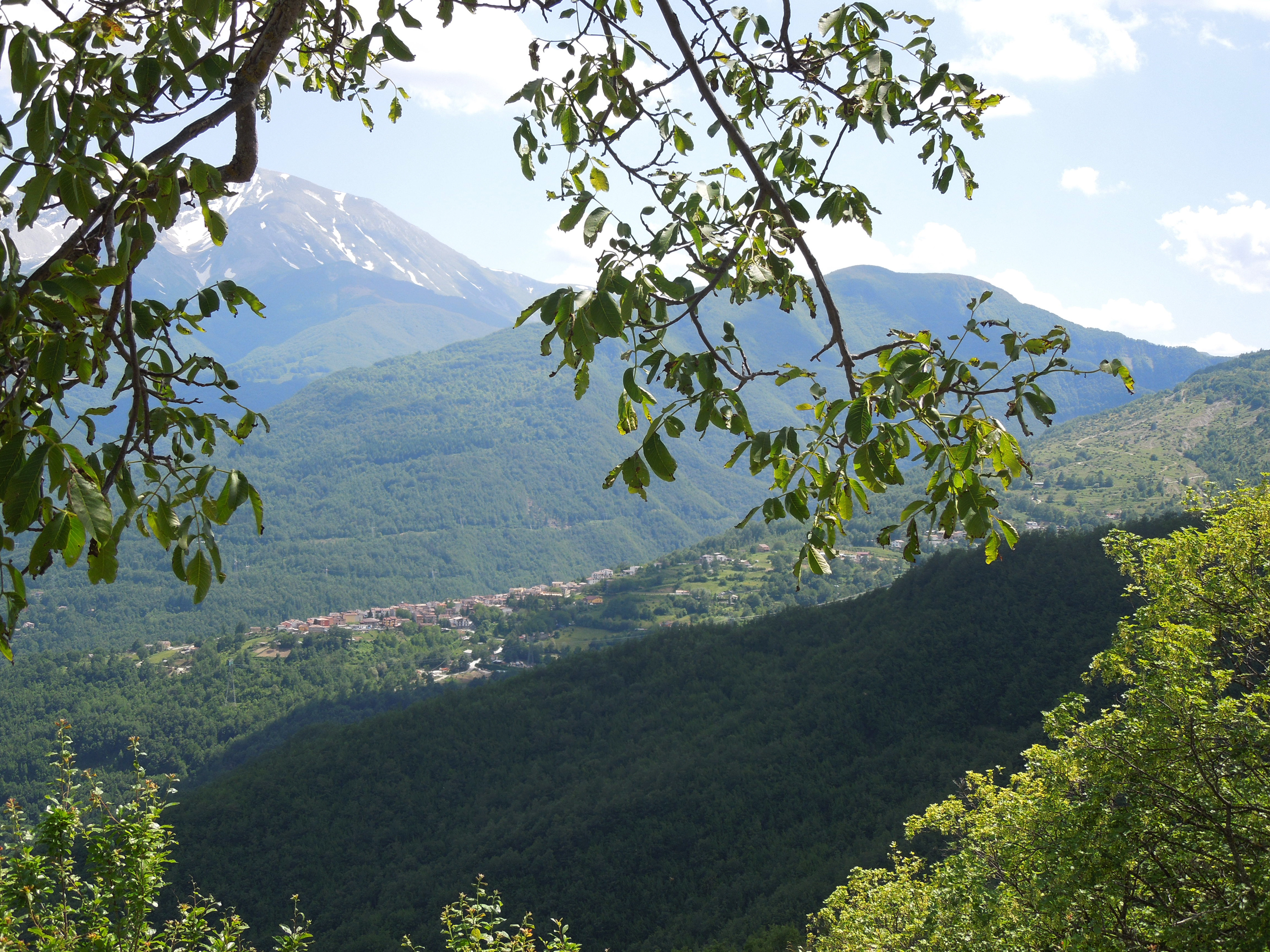
Tottea panorama

Le prime notizie risalgono alla metà del X secolo in una concessione del vescovo aprutino Landolfo a Rainiero di Teutone di un territorio a nord del Vomano che confinava con la Matrice e la montanea de Roseto. Probabilmente il nucleo originario dell’area era di pertinenza della comunità benedettina di S. Benedetto o Lorenzo a Paterno o Caterno presso Montorio, mediante la antica prepositura di San Silvestro di Aiello, testimoniata sin dall'XI secolo, sotto il cui decimario era storicamente situato il pianoro di Roseto.
Al suo interno erano presenti le pievi di S. Giorgio di Roseto, di S. Salvatore di Pagliaroli e di S. Martino di Rocca Campanea, a queste si aggiungevano le più recenti di S. Salvatore di Crognaleto e S. Pietro di Valle Vaccaro. A questi enti ecclesiastici si aggiungevano le pertinenze dell'abbazia di San Giovanni in Pergulis presso Frunti. 

Dopo questa data il territorio, sin dalle origini associato feudalmente a Montorio, conteso sul finire del secolo XIII e inizi del XIV tra Amatrice e Teramo, era passato sotto il dominio di vari feudatari, tra i quali i primi furono forse i signori omonimi, che nel 1239 tennero in custodia uno dei prigionieri catturati da Federico II nelle guerre contro i comuni lombardi, ai quali forse appartenne il ghibellino Giacomo costretto a fuggire all'arrivo degli Angioini. 

Passata nella seconda metà del XIV secolo, ai Camponeschi conti di Montorio, divenne agli inizi del secolo XV dominio degli Acquaviva i quali, unitamente ai territori di Scalellis e Padula già appartenenti alla confinante università di Frunti, insieme ai territori di Rocca Tagliata e Rocca Campanea, ne faranno la università di montagna di Roseto, raggiungendo la sua massima estensione che rimarrà invariata fino alla sua cessazione nel primo ventennio del secolo XIX quando, ormai estinto il ducato di Atri, e divenuta allodiale passando nell'amministrazione demaniale della Corona con i Regi Stati allodiali di Atri, al pari degli Stati mediceo farnesiani, assumendo talvolta la denominazione di "Serenissima regal corte di Roseto", verrà scissa, al termine dell'occupazione francese, nei due nuovi comuni di Cortino "in Roseto" e Crognaleto. È da rimarcare che a seguito della volontaria sottomissione dell'abate di San Benedetto a Paterno al patronato del Capitolo Lateranense avvenuta nel XV secolo, le parrocchie da esso dipendenti vennero sottratte al vincolo della visita pastorale del vescovo aprutino fino al Concilio di Trento. Sin dalla fine del secolo XVI e fino alla data della sua scissione fu sempre sede di forania ecclesiastica.
 
La località di Nerito, divenuta sede comunale di Crognaleto, era la sola rispetto a tutte le altre poste nella diocesi aprutina, ad essere dipendente dalla diocesi di Penne fino al 1950.
Organi di governo e amministrativi erano oltre al governatore, al mastrodatti e al castellano di nomina feudale, il Parlamento generale convocato su licenza del governatore, retto dal Sindaco generale e costituito dai sindaci delle singole località a loro volta eletti dai parlamenti locali, costituiti dai capifamiglia del luogo. Tali elezioni erano ab antiquo concentrate nei mesi estivi per consentire a tutti di essere presenti dopo essere tornati dai pascoli e dai lavori invernali sul litorale abruzzese o in Puglia o nella Campagna romana. Non era tuttavia infrequente che in caso di necessità durante i mesi invernali, le funzioni di sindaco o di camerlengo venissero assunte da persone di sesso femminile.
Fu nei monti di Roseto e precisamente nei dintorni di Vallevaccaro che iniziarono sul finire del XVIII secolo le prime semine di patata e conoscersi nella provincia l'importanza alimentare di tale prodotto.
Particolarmente frequente fu nel territorio, a causa della sua collocazione geografica prossima al confine dello Stato Pontificio e delle caratteristiche orografiche, la presenza di fuorusciti, banditi e briganti almeno sin dal XIV secolo, non di rado protetti dagli stessi feudatari del luogo, tra i quali, il più famoso, Marco Sciarra sul finire del XVI secolo, le cui scorrerie incisero sull'assetto demografico di numerosi dei villaggi causandone anche lo spopolamento e la scomparsa di alcuni di essi, quali Zingano, Morelli e Castroni che risultavano già disabitati agli inizi del secolo XVII, e di Titta Colranieri e Santuccio di Froscia sul finire del secolo XVII.
Nel 1799 e anni successivi, piano Roseto e luoghi circostanti furono teatro di scontri armati tra truppe francesi e masse insorgenti sanfediste che coinvolsero le popolazioni locali, vedendo protagonisti anche capimassa locali e briganti come Donato De Donatis parroco di Pezzelle, noto come il Generale dei Colli, Matteo Manodoro di Pietracamela e Giuseppe Costantini. 
Il fenomeno perdurò fino a tutto il secolo XIX.
Dalla seconda metà del secolo XVIII con l'abbandono della rocca, nella località di Cervaro faceva la ordinaria residenza il Regio Governatore di Roseto (avente giurisdizione anche su Valle Castellana) che nel 1804 contava 4 141 abitanti ed era superata per popolazione nell'Abruzzo Ulteriore primo, solo dalle grandi università di Teramo, Atri, Campli, Civitella del Tronto, Penne e Città Sant'Angelo.
Fu patria tra gli altri dell'avvocato Domenico de Rubeis di Tottea noto come il "Cicerone degli Abruzzi", dello scultore Carlo Riccioni o Riccione di Fràttoli, artefice del baldacchino ligneo conservato nella Chiesa di Santa Reparata di Atri, vissuti nel sec. XVII, e della famiglia Nardi di Cervaro che diede i natali a Gianfrancesco.

## La rocca di Roseto
Nel cuore del territorio ad oltre 1250 metri s.l.m., sorgono "sopra pittoresca eminenza"  i ruderi della rocca di Roseto, da dove si può spaziare dalle vette del Gran Sasso e della Laga fino all'intera costa teramana. L'edificio è a pianta poligonale irregolare con accesso sul versante settentrionale, forse risalente all'XI secolo, sede dei castellani e dei governatori, che spesso ospitò guarnigioni armate, almeno sin dal XV secolo sotto il regno degli Aragonesi. 

Posta a guardia di un crocevia di percorsi che collegavano l'uno in un solo giorno Teramo con l’Aquila attraversando presso le sorgenti del Vomano, la gola detta in passato dei "tre termini", per il quale era dovuto sin da tempi remoti il diritto di passo, molto probabilmente coincidendo con il deverticulum che distaccandosi dalla via Cecilia, costituiva sin dal II secolo a.C. il collegamento più veloce tra Amiternum e quindi Roma con Interamnia e l'altro era tra i più antichi e il più settentrionale della rete tratturale e con il cui nome era anche noto, ricongiungendosi presso Frisa al tratturo magno L'Aquila-Foggia.  Fino al 2019 nel vicino Piano Roseto sussistevano i ruderi della antica taverna, nota come casìno, che forniva vitto e alloggio ai viandanti che lo percorrevano di giorno e di notte, nei pressi del quale nel XIX secolo vi fu istituita la fiera. L'area di risulta della taverna è stata destinata alla costruzione del Museo della Pastorizia.
 Nel giugno del 1462, durante la pestilenza che infestava la regione, le truppe di Matteo di Capua vi tennero d'assedio la guarnigione del duca ribelle Giosia d'Acquaviva, che morirà dello stesso morbo solo due mesi dopo nella rocca di Cellino. Da quel momento la rocca tornò ad essere presidiata quasi ininterrottamente da castellani regi fino alla definitiva restituzone agli Acquaviva nel XVI secolo, tranne brevi periodi di dipendenza dal ribelle Andrea Matteo Acquaviva, marchese di Bitonto, e da Amatrice durante la Congiura dei Baroni.

Il fortilizio, già in precarie condizioni quando era ancora rifugio di briganti agli inizi del XIX secolo, è andato in progressiva rovina nei decenni successivi. È tradizione orale locale che i materiali di spoglio della rocca siano stati utilizzati per ristrutturare le abitazioni 
delle località limitrofe.

## Economia
Principale risorsa economica fu, grazie ai suoi estesi pascoli sulle pendici della Laga, l’allevamento ovino tradizionalmente transumante nel sistema delle Doganelle d'Abruzzo che insieme allo sfruttamento dei boschi, lo rese uno dei feudi più redditizi del ducato di Atri. Fiorente fu durante il XV secolo, l'utilizzo dei boschi particolarmente ricchi di cerri per l'allevamento del bestiame, in particolare dei suini, destinati ai principali mercati della carne, in particolare di Amatrice e di Norcia.